# Rattle That Lock
«Rattle That Lock» — четвертий сольний альбом Девіда Гілмора виданий 18 вересня 2015 року.
Обкладинку для альбому створив Дейв Стенсбі з «The Creative Corporation» під керівництвом Обрі Павела, який працював з Девідом Гілмором та Pink Floyd ще з кінця 1960-x років.

## Список композицій
| Сторона один | Сторона один                   | Сторона один               | Сторона один                    | Сторона один |
| #            | Назва                          | Автор слів                 | Автор музики                    | Тривалість   |
| ------------ | ------------------------------ | -------------------------- | ------------------------------- | ------------ |
| 1.           | «5 A.M.»                       | Інструментальна композиція | Девід Гілмор                    | 3:04         |
| 2.           | «Rattle That Lock»             | Поллі Самсон               | Девід Гілмор, Мікаель Боуменділ | 4:55         |
| 3.           | «Faces of Stone»               | Девід Гілмор               | Девід Гілмор                    | 5:32         |
| 4.           | «A Boat Lies Waiting»          | Поллі Самсон               | Девід Гілмор                    | 4:34         |
| 5.           | «Dancing Right in Front of Me» | Девід Гілмор               | Девід Гілмор                    | 6:11         |

| Сторона два | Сторона два                    | Сторона два                | Сторона два   | Сторона два |
| #           | Назва                          | Автор слів                 | Автор музики  | Тривалість  |
| ----------- | ------------------------------ | -------------------------- | ------------- | ----------- |
| 6.          | «In Any Tongue»                | Поллі Самсон               | Девід Гілмор  | 6:46        |
| 7.          | «Beauty»                       | Інструментальна композиція | Девід Гілмор  | 4:28        |
| 8.          | «The Girl in the Yellow Dress» | Поллі Самсон               | Девід Гілмор  | 5:25        |
| 9.          | «Today»                        | Поллі Самсон               | Девід Гілморr | 5:55        |
| 10.         | «And Then...»                  | Інструментальна композиція | Девід Гілмор  | 4:27        |

## Учасники запису
- Девід Гілмор — гітара, вокал, бас-гітара, орган Хаммонда, клавішні, фортепіано, басова гармоніка
- Філ Манзанера — акустична гітара, орган Хаммонда, клавішні
- Гай Пратт — бас-гітара
- Ярон Ставі — бас-гітара
- Кріс Лоуренс
- Стів ДіСтаніслао
- Мартін Франс
- Денні Камінгс
- Енді Ньюмарк
- Роджер Іно
- Гебріел Гілмор — фортепіано

## Чарти
| Країна (2015)                       | Позиція |
| ----------------------------------- | ------- |
| Австралія (ARIA)                    | 2       |
| Австрія (Ö3 Austria)                | 2       |
| Бельгія (Ultratop Flanders)         | 1       |
| Канада (Billboard)                  | 2       |
| Хорватія (IFPI)[                    | 2       |
| Данія (Hitlisten)                   | 3       |
| Голландія (MegaCharts)              | 2       |
| Фінляндія (Suomen virallinen lista) | 2       |
| Франція (SNEP)                      | 1       |
| Німеччина (Offizielle Top 100)      | 2       |
| Угорщина (MAHASZ)                   | 10      |
| Ірландія (IRMA)                     | 2       |
| Італія (FIMI)                       | 1       |
| Корея (Gaon)                        | 3       |
| Нова Зеландія (RMNZ)                | 1       |
| Норвегія (VG-lista)                 | 1       |
| Португалія (AFP)                    | 1       |
| Шотландія (OCC)                     | 1       |
| Іспанія (PROMUSICAE)                | 6       |
| Швеція (Sverigetopplistan)          | 1       |
| Швейцарія (Schweizer Hitparade)     | 2       |
| Велика Британія (OCC)               | 1       |
| США (Billboard 200)                 | 5       |

## Сертифікація
| Країна                | Кількість продажів           |
| --------------------- | ---------------------------- |
| Італія (FIMI)         | 25,000 (золотий сертифікат)  |
| Велика Британія (BPI) | 100,000 (золотий сертифікат) |